# Віллі Девіль
Віллі Девіль (англ. Willy DeVille; 27 серпня 1950, Стемфорд — 6 серпня 2009, Нью-Йорк) — американський співак та композитор. Був справжньою зіркою в Європі, при цьому майже не був помічений у США.
Зі своїм гуртом Mink DeVille (1974—1985), а потім за два десятиліття сольної кар'єри Девіль створював пісні у цілком оригінальному стилі, під значним впливом автентичних традиційних американських музичних стилів. Девіль працював майже у всьому спектрі сучасної музики, в тому числі із Джеком Ніцше, Doc Pomus, Марком Нопфлером та Едді Бо.

## Дискографія

### Mink DeVille
- 1977: Cabretta (in Europe); Mink Deville (in the U.S.) (Capitol)
- 1978: Return to Magenta (Capitol)
- 1980: Le Chat Bleu (Capitol)
- 1981: Coup de Grâce (Atlantic)
- 1983: Where Angels Fear to Tread (Atlantic)
- 1985: Sportin' Life (Polydor)

### Сольна кар'єра
- 1987: Miracle (Polydor)
- 1990: Victory Mixture (Sky Ranch) 1990 (Orleans Records)
- 1992: Backstreets of Desire (FNAC) (Rhino, 1994)
- 1993: Willy DeVille Live (FNAC)
- 1995: Big Easy Fantasy (New Rose)
- 1995: Loup Garou (EastWest) (Discovery, 1996)
- 1999: Horse of a Different Color (EastWest)
- 2002: Acoustic Trio Live in Berlin (Eagle)
- 2004: Crow Jane Alley (Eagle)
- 2008: Pistola (Eagle)